# 중금
중금(中琴 또는 中笒)은 한국 음악에서 사용되는 관악기이다. 죽부악기이며, 향악기이다. 대나무로 만들며 옆으로 부는 형태로, 대금보다 좀 작다. 맑고 고운 소리를 낸다.
대금·소금(小芩)과 더불어 신라 삼죽(三竹)에 들며 신라 때부터 쓰던 악기로, 옛날에는 무용음악 및 제향악 등에 쓰였으나 근래에는 별로 쓰이지 않는다.
오래된 황죽(黃竹)으로 만든다. 길이와 굵기는 대금보다 약간 작을 뿐 구조는 거의 같다. 대금과 같이 취구(吹口)와 지공 6개와 칠성공(七星孔)이 있다. [[청공(淸孔)은 옛날에 한때 쓰였다고 하나 지금은 없다. 
대금은 황종이 내림마(E flat)이나, 중금은 황종이 다(C)로 되어서 당악계 음악에 잘 맞게 되었다. 대금과 같이 저취(低吹), 평취(平吹), 역취(力吹) 등 주법이 있다.

## 같이 보기
- 대금
- 당적
- 소금 (악기)
- 한국 전통 악기